# Mélovin
Mélovin (in ucraino Ме́ловін?), pseudonimo di Kostjantyn Mykolajovyč Bočarov (in ucraino Костянтин Миколайович Бочаров?; Odessa, 11 aprile 1997), è un cantante ucraino.
Ha rappresentato l'Ucraina all'Eurovision Song Contest 2018 con il brano Under the Ladder, classificandosi diciassettesimo con 130 punti.

## Biografia
Nel 2015 Mélovin si è presentato alle audizioni della sesta edizione del talent show X-Factor Ukraine, che ha finito per vincere. Dopo la conclusione del talent ha partecipato ad un tour nazionale assieme agli altri concorrenti.
Mélovin è stato uno dei ventitré partecipanti alla selezione ucraina per l'Eurovision Song Contest 2017, dove ha portato il suo brano Wonder. Nella finale ha vinto il televoto, ma per via dei voti troppo bassi dalla giuria che lo ha posizionato quinto su sei ha finito per arrivare terzo, dietro a Tayanna e agli O.Torvald.
L'anno successivo si è ripresentato alla selezione eurovisiva ucraina, questa volta concorrendo contro altri diciassette cantanti con la canzone Under the Ladder. Ha nuovamente vinto il televoto nella finale, ed è stato posizionato secondo dalla giuria, accumulando abbastanza punti da risultare il vincitore dell'intera selezione e quindi diventando di diritto il rappresentante ucraino all'Eurovision Song Contest 2018.
L'artista si è esibito nella seconda semifinale della manifestazione, ottenendo la qualificazione alla finale, classificandosi sesto con 179 punti. Durante la serata finale, tenutasi il 12 maggio 2018, Mélovin si è classificato al diciassettesimo posto con 130 punti.

## Discografia

### Album in studio
- 2019 – Octopus

### EP
- 2017 – Face to Face
- 2023 – The Best (UA)

### Singoli
- 2016 – Ty, ty
- 2016 – Ne odynokaja
- 2016 – Na vzlët
- 2016 – Wonder
- 2017 – Unbroken
- 2017 – Hooligan
- 2017 – Šljach
- 2017 – Face to Face
- 2017 – Svit v poloni
- 2017 – Play This Life
- 2018 – Under the Ladder
- 2018 – That's Your Role
- 2018 – Z toboju, zi mnoju, i hodi
- 2018 – Čudova myt'
- 2019 – Ty
- 2019 – Oh, No!
- 2019 – Vitryla
- 2020 – Dance with the Devil
- 2021 – I krov kypyt'
- 2021 – Tajemnyj znak
- 2021 – Kit i drama
- 2021 – Tajemnyj znak (con Sowa)
- 2022 – Ne zvolikaj
- 2022 – Meni ne dzvony
- 2023 – Don't Need Your Love
- 2023 – Odyn ne odyn
- 2024 – Dreamer
- 2024 – Vbyvaješ mene
- 2024 – Obyratymu sebe (con iSKra)
- 2024 – Zodiak (con Swoiia)
- 2024 – Novorična-2
- 2025 – Tvoja vyna
- 2025 – Tormoz čy na haz

## Vita privata
Nel luglio 2021, Mélovin ha fatto coming out come bisessuale durante un festival.